# Каземян, Джавад
Джавад Каземян (перс. جواد كاظميان‎; 23 апреля 1981, Кашан, Исфахан, Иран) — иранский футболист, игравший на позиции полузащитника. Провёл 44 матча за сборную Ирана.

## Биография

### Начало карьеры
Джавад Каземян достаточно поздно обратил на себя внимание клубов высшей лиги Ирана, но, оказавшись в свои 18 лет в резервной команде «Сайпы», ухватился за шанс и в том же, 1999 году, добился перевода в первую команду. Закрепившись уже в ней, в январе 2001 года получил вызов в национальную сборную, возглавляемую Мирославом Блажевичем, и дебютировал в матче против команды Китая. Летом Каземян со сверстниками отправился в Аргентину, где принял участие в молодёжном Чемпионате мира, закончившемся полным провалом для иранцев, занявших последнее место в группе, не набравших ни одного очка и не забивших ни единого гола. В «Сайпе» же дела шли не в пример лучше, и в следующий сезон Каземян, тяготеющий к центру атаки правый полузащитник, записал на свой счёт 7 забитых мячей. Прибавляя на клубном уровне, Джавад становился и игроком основы обеих сборных, как молодёжной, обратившейся к концу 2001 года в олимпийскую, так и взрослой. В составе как раз олимпийской команды в октябре 2002 года Каземяну довелось выиграть свой главный трофей на уровне сборных: футбольный турнир Азиатских игр. Больше того, Каземян, дважды поразивший ворота соперников, сборных Ливана (2:0) на групповой стадии (первый, победный гол с пенальти провёл ветеран Али Даеи) и Японии в финальном поединке (2:1; двух минут не хватило, чтобы гол Джавада оказался единственным и победным), стал одним из главных героев пусанского турнира. После триумфа в Южной Корее Каземян, миновав Иран, вернулся на противоположный край континента, где уже выступал за команду из ОАЭ.
Прекрасно проявивший себя в «Сайпе», славной поставщиком молодых талантов в местные топ-клубы, Каземян, однако, вместо того, чтобы развивать успех на родине и перейти в более статусный клуб, пренебрёг соответствующими предложениями и предпочёл перебраться в чемпионат ОАЭ, в «Аль-Ахли», где получил выгодный контракт. Но, не слишком задержавшись в дубайской команде, он вернулся в прежний клуб и продолжил некстати оборванное восхождение к вершинам иранского футбола. Доиграв за «Сайпу» сезон 2002/03, Каземян перешёл в стан одного из лидеров иранского футбола, «Персеполиса».

### «Персеполис»
За период выступлений в составе столичного клуба Джавад окончательно сформировался как мастеровитый футболист, превосходный распасовщик, отличаемый первоклассным для своего чемпионата дриблингом и обладающий высокой скоростью принятия решений. Единственный недостаток, который Каземян так и не смог исправить, заключался в неточности удара; создавая для самого себя отменные моменты, он зачастую не был способен их реализовать, хотя и компенсировал это высокой продуктивностью в плане голевых передач. Другой отличительной особенностью его игры была склонность к читерству, частым попыткам схитрить и обмануть соперников и судей, за что у последних Джавад пользовался дурной репутацией, что приводило к надуманным карточкам. Личное развитие футболиста Каземяна в «Персеполисе» не противоречило регрессу самого клуба, продолжительное время ничего не выигрывавшего.
К неудачам «красных» прибавилась личная трагедия в семье Каземяна: в 2004 году скончался его брат. Ходивший дотоле в талантливых да перспективных, осторожно сравниваемый с такими величинами иранского футбола, как Мехди Махдавикия и Али Карими, со смертью близкого человека Каземян утратил прежние страстность и целеустремлённость. Последующую карьеру Джавад фактически посвятил покойному брату, выходя с определённого момента на каждый матч с его изображением на футболке под игровой майкой, приподнимаемой при праздновании гола или произвольно, без какого-либо формального повода. В ответ на интерес к этому аспекту его футбольной жизни, Каземян заявлял, что никогда, пока живёт и играет, никому, в том числе и самому себе, не позволит забыть о своём брате.
Тем временем определённые надежды в «Персеполисе» связывались с возглавившим в феврале 2006 года клуб нидерландским специалистом Ари Ханом, но его работа в Иране ограничилась тремя месяцами, увенчанными поражением в финале Кубка Ирана. Летом 2006 года, после участия в Чемпионате мира, свёдшегося для Джавада к наблюдению за бесславной игрой своих соотечественников со скамейки запасных, он, так и не подняв над головой ни одного трофея в Иране, отставил спортивные амбиции и, вновь покинув страну, почти на четыре года осел в знакомых ему Эмиратах.

### В Эмиратах
Первым в череде эмиратовских клубов, сменяемых Каземяном в этот период его карьеры, стал скромный в том числе и по местным меркам «Аль-Шааб», с которым иранец заключил годичный контракт. По его истечении он подписал уже длительный, трёхлетний договор с именитым «Аль-Шабабом», но и его, после серии неудачных игр, оставил спустя год, уйдя в аренду, а затем и на полноценный контракт, в «Аджман». Два года пребывания в клубе из одноимённого города оказались потерянным временем даже в контексте в целом бесполезного со спортивной точки зрения эмиратовского периода. Естественно, за время игры в ближневосточном регионе Каземян всё дальше отдалялся от своей национальной сборной: приняв участие в матче групповой стадии Кубка Азии 2007 против Узбекистана (2:1) и даже забив победный гол, в дальнейшем он выходил в майке Team Melli нерегулярно, а с 2008 года и вовсе более года не вызывался. Тот Кубок Азии так и остался последним в карьере Джавада крупным турниром на уровне сборных. Между тем, сыграв за «Аджман» в небольшом количестве матчей, учитывая их общую сумму в сезоне и прилагающийся временной отрезок, забив не очень впечатляющее число мячей, Каземян в 2010 году оказался свободным агентом и, всё ещё избегая напрашивающегося возвращения в Иран, присоединился к очередному клубу из ОАЭ, «Эмирейтс». Отыграв за последний считанные месяцы, в том же году Джавад всё-таки вернулся на родину, запомнившую его восходящей звездой, а встретившуюся его теперь, как сходящего на покой, без пяти минут ветерана, так и не реализовавшего в должной мере свой талант.
Тем не менее, у Каземяна оставались незаконченные дела в Иране, и причитающиеся ему годы карьеры он должен был положить на завоевание футбольных титулов дома.

### Возвращение в Иран
Остановившись в пределах родного остана и присоединившись к действующему чемпиону, «Сепахану», Джавад принял участие в защите клубом титула в сезоне 2010/11 и по его итогам впервые в своей карьере выиграл иранский трофей, и самый главный. Но и на успешном исфаханском этапе футбольные странствия Каземяна не закончились. 23 июля 2011 года от вернулся в «Персеполис», именуя его своим любимым клубом, и отыграл за тегеранский коллектив полтора года. Параллельно подходила к концу карьера Каземяна в сборной; в одном из последних за неё матчей, товарищеской встрече с Палестиной, впервые за всё время он оформил дубль, отправив в сетку ворот 4-й и 7-й мячи своей команды. Также он успел принять участие в отборочном турнире Чемпионата мира 2014 в зоне АФК, но после 2011-го больше в сборную не вызывался.
Нескольких недель не дотянув до назначения главным тренером Али Даеи, 18 декабря 2012 года Джавад оставляет «Персеполис», сотрясаемый напрямую его не касающимися внутренними скандалами с участием местных звёзд и всевозможных старожилов, но уже до конца года находит себе новый клуб. В начале 2013 года Каземян подписывает контракт с футбольным клубом «Трактор Сази», а через полтора года поднимает над своей головой ещё один иранский трофей, национальный кубок.

## Достижения
Аль-Ахли
- Обладатель Кубка Президента ОАЭ: 2001/02

 Персеполис
- Финалист Кубка Ирана: 2005/06

 Аль-Шабаб
- Чемпион ОАЭ: 2007/08

 Эмирейтс
- Обладатель Кубка Президента ОАЭ: 2009/10
- Обладатель Суперкубка ОАЭ: 2010

 Сепахан
- Чемпион Ирана: 2010/11

 Трактор Сази
- Обладатель Кубка Ирана: 2013/14

 Сборная Ирана
- Победитель Азиатских игр: 2002
- Обладатель Кубка Федерации футбола Западной Азии: 2004
- Бронзовый призёр Кубка Федерации футбола Западной Азии: 2002